# Ярышево (Вологодская область)
Ярышево — деревня в Кадуйском районе Вологодской области.
Входит в состав Никольского сельского поселения (до 2015 года входила в Бойловское сельское поселение), с точки зрения административно-территориального деления — в Бойловский сельсовет.
Расположена на левом берегу реки Буй, притока Андоги. Расстояние по автодороге до районного центра Кадуя — 21 км, до центра сельсовета деревни Бойлово — 2 км. Ближайшие населённые пункты — Зыково, Марлыково, Спирютино.
По переписи 2002 года население — 10 человек.